# وسوسه درست
وسوسه درست (به انگلیسی: The Right Temptation) فیلمی محصول سال ۲۰۰۰ و به کارگردانی لیندون چوبوک است. در این فیلم بازیگرانی همچون کیفر ساترلند، دینا دلانی، ربکا د مورنی، آدام بالدوین، جوانا کسیدی و نیل فلین ایفای نقش کرده‌اند.